# Zou (État)
 (juin 2023).
Si vous disposez d'ouvrages ou d'articles de référence ou si vous connaissez des sites web de qualité traitant du thème abordé ici, merci de compléter l'article en donnant les références utiles à sa vérifiabilité et en les liant à la section « Notes et références ».
Pour les articles homonymes, voir Zou.
VIIIe siècle av. J.-C. – IVe siècle av. J.-C.
Entités précédentes :
- Dynastie Zhou

Entités suivantes :
- Chu

Zou (鄒) est un État féodal de l'époque des Printemps et des Automnes et des Royaumes combattants de la Chine antique. Le nom original, Zhu (邾), fut ultérieurement changé en Zou. 
L'État de Zou était situé au sud-ouest de la province actuelle du Shandong. Son territoire est à présent celui de la municipalité de Zoucheng (邹城市).
L'ancien nom (姓) de la famille régnante était Cao (曹). L'État de Zou fut conquis et annexé par l'État de Chu pendant le règne du roi Xuan de Chu (楚宣王) (369 av. J.-C.-340 av. J.-C.).
Le philosophe chinois Mencius est originaire de cet État.